# Vidéographie d'Eminem
Pour un article plus général, voir Eminem.
La vidéographie d'Eminem, un rappeur et acteur américain, se compose de quarante-trois clips, cinq albums vidéo et quatorze films et séries télévisées.
Il débute au cinéma comme acteur principal dans le film 8 Mile, du nom de la rue qui sépare la ville de Détroit à la banlieue nord, aux côtés de Kim Basinger, Mekhi Phifer et Brittany Murphy. Le film, réalisé par Curtis Hanson, rencontre un immense succès critique et commercial aux États-Unis et en France où il sort en salles le 26 février 2003. La bande originale du film est également un succès avec une pléiade d'artistes reconnus, et surtout le morceau Lose Yourself (qui verra Eminem récompensé de l'Oscar de la meilleure chanson originale pour ce titre) qui devient le titre le plus vendu du rappeur et est souvent comparé au célèbre Eye of the Tiger de Rocky 3.

« Je dois me trouver une échappatoire sinon je finirai en prison ou tué / Le succès est ma seule putain d'option, l'échec n'en est pas une / Maman, je t'aime, mais cette lignée doit continuer / Je ne pourrai pas vieillir ici à Salem / Alors voilà que j'y vais, je saisis ma chance / Que le courage ne me manque pas parce que c'est ma seule opportunité »

— Extrait traduit en français de Lose Yourself sur 8 Mile Soundtrack

## Clips
| Titre                                                     | Année | Réalisateur                               | Album                               |
| --------------------------------------------------------- | ----- | ----------------------------------------- | ----------------------------------- |
| Just Don't Give a Fuck                                    | 1998  | Darren Lavett                             | The Slim Shady LP                   |
| My Name Is                                                | 1999  | Dr. Dre, Phillip G. Atwell                | The Slim Shady LP                   |
| Guilty Conscience (featuring Dr. Dre)                     | 1999  | Dr. Dre, Phillip G. Atwell                | The Slim Shady LP                   |
| Role Model                                                | 1999  | Dr. Dre, Phillip G. Atwell                | The Slim Shady LP                   |
| The Real Slim Shady                                       | 2000  | Dr. Dre, Phillip G. Atwell                | The Marshall Mathers LP             |
| The Way I Am                                              | 2000  | Paul Hunter                               | The Marshall Mathers LP             |
| Stan (featuring Dido)                                     | 2000  | Dr. Dre, Phillip G. Atwell                | The Marshall Mathers LP             |
| Without Me                                                | 2002  | Joseph Kahn                               | The Eminem Show                     |
| Cleanin' Out My Closet                                    | 2002  | Dr. Dre, Phillip G. Atwell                | The Eminem Show                     |
| Lose Yourself                                             | 2002  | Eminem, Paul Rosenberg, Phillip G. Atwell | 8 Mile Soundtrack                   |
| Superman (featuring Dina Rae)                             | 2003  | Paul Hunter                               | The Eminem Show                     |
| Sing for the Moment                                       | 2003  | Phillip G. Atwell, Jeff Grippe            | The Eminem Show                     |
| Mosh                                                      | 2004  | Ian Inaba                                 | Encore                              |
| Just Lose It                                              | 2004  | Phillip G. Atwell                         | Encore                              |
| Like Toy Soldiers                                         | 2004  | The Saline Project                        | Encore                              |
| Mockingbird                                               | 2005  | Eminem, Quig                              | Encore                              |
| Ass Like That                                             | 2005  | Phillip G. Atwell                         | Encore                              |
| When I'm Gone                                             | 2005  | Anthony Mandler                           | Curtain Call: The Hits              |
| Shake That (featuring Nate Dogg)                          | 2006  | Plates Animation                          | Curtain Call: The Hits              |
| You Don't Know (featuring 50 Cent, Lloyd Banks et Ca$his) | 2006  | The Saline Project                        | Eminem Presents: The Re-Up          |
| We Made You                                               | 2009  | Joseph Kahn                               | Relapse                             |
| 3 a.m.                                                    | 2009  | Syndrome                                  | Relapse                             |
| Beautiful                                                 | 2009  | Anthony Mandler                           | Relapse                             |
| Not Afraid                                                | 2010  | Rich Lee                                  | Recovery                            |
| Love the Way You Lie (featuring Rihanna)                  | 2010  | Joseph Kahn                               | Recovery                            |
| No Love (featuring Lil Wayne)                             | 2010  | Chris Robinson                            | Recovery                            |
| Space Bound                                               | 2011  | Joseph Kahn                               | Recovery                            |
| Berzerk                                                   | 2013  | —                                         | The Marshall Mathers LP 2           |
| Survival                                                  | 2013  | —                                         | The Marshall Mathers LP 2           |
| Rap God                                                   | 2013  | Rich Lee                                  | The Marshall Mathers LP 2           |
| The Monster (featuring Rihanna)                           | 2013  | Rich Lee                                  | The Marshall Mathers LP 2           |
| Headlights (featuring Nate Ruess)                         | 2014  | Spike Lee                                 | The Marshall Mathers LP 2           |
| Guts Over Fear (featuring Sia)                            | 2014  | —                                         | Shady XV                            |
| Phenomenal                                                | 2015  | —                                         | La Rage au ventre (bande originale) |
| Walk on Water (featuring Beyoncé)                         | 2017  | —                                         | Revival                             |
| River (featuring Ed Sheeran)                              | 2018  | —                                         | Revival                             |
| Framed                                                    | 2018  | —                                         | Revival                             |
| Fall                                                      | 2018  | James Laresse                             | Kamikaze                            |
| Lucky You (featuring Joyner Lucas)                        | 2018  | —                                         | Kamikaze                            |
| Venom                                                     | 2018  | Rich Lee                                  | Kamikaze                            |
| Good Guy (featuring Jessie Reyez)                         | 2018  | —                                         | Kamikaze                            |
| Darkness                                                  | 2020  | [[James Laresse]]                         | Music to Be Murdered By             |
| Godzilla (feat.Juice Wrld)                                | 2020  | [[Cole Bennett]]                          | Music to Be Murdered By             |

## Albums live
| Titre                        | Détails | Meilleur classement | Meilleur classement | Meilleur classement | Certifications                                                 |
| Titre                        | Détails | US Video            | AUS DVD             | JPN DVD             | Certifications                                                 |
| ---------------------------- | --- | ------------------- | ------------------- | ------------------- | -------------------------------------------------------------- |
| Up in Smoke Tour             | - Sortie : 5 décembre 2000 - Label : RED Distribution, Eagle Rock (30001) - Format : DVD, UMD, VHS                                       | 1                   | 1                   | —                   | - RIAA : 6 × Platine - ARIA : 7 × Platine - SNEP : 2 × Platine |
| E                            | - Sortie : 12 décembre 2000 - Label : Aftermath, Interscope, PolyGram Video (60819) - Format : DVD, VHS                                  | 5                   | —                   | 63                  | - RIAA : Platine - ARIA : Platine - MC : Platine - SNEP : Or   |
| All Access Europe            | - Sortie : 18 juin 2002 - Label : Interscope (493313) - Format: DVD, VHS                                                                 | 1                   | 1                   | 93                  | - RIAA : Platine - ARIA : 2 × Platine                          |
| Anger Management Tour        | - Sortie : June 28, 2005 - Label : Interscope (9883138) - Format : DVD                                                                   | 2                   | 5                   | 20                  | - ARIA : Or - SNEP : Platine                                   |
| Live from New York City 2005 | - Sortie : 3 décembre 2005 - Label : Showtime (TV), Eagle Rock (DVD – 302339) - Format : TV broadcast (2005), DVD (2007), Blu-ray (2009) | 13                  | —                   | 240                 |                                                                |

## Filmographie
| Année | Film                                     | Rôle                                                             | Notes |
| ----- | ---------------------------------------- | ---------------------------------------------------------------- | --- |
| 1999  | Torrence Rises                           | lui-même                                                         | Faux documentaire |
| 2000  | Da Hip Hop Witch                         | lui-même                                                         | Premier rôle avec d'autres rappeurs comme Ja Rule ou Mobb Deep                                                                                                   |
| 2001  | The Slim Shady Show                      | Slim Shady, Marshall Mathers, Ken Kaniff et autres seconds rôles | Série animée humoristique créée par Eminem |
| 2001  | The Wash                                 | Chris                                                            | non crédité |
| 2002  | 8 Mile                                   | Jimmy "Rabbit" Smith Jr.                                         | Rôle principal avec Kim Basinger et Brittany Murphy dans un film de Curtis Hanson. MTV Movie Award du meilleur acteur et Oscar de la meilleure chanson originale |
| 2002  | 50 Cent: The New Breed                   | Lucas Legon                                                      | |
| 2004  | Crank Yankers                            | Billy Fletcher                                                   | Voix |
| 2004  | Eminem AKA (La face cachée d'Eminem)     | lui-même                                                         | Documentaire retraçant la vie du rappeur |
| 2009  | Where Have You Been                      | lui-même                                                         | court-métrage d'animation humoristique pour promouvoir Relapse                                                                                                   |
| 2009  | Funny People                             | lui-même                                                         | Caméo |
| 2009  | G'Up Harlem                              | lui-même                                                         | |
| 2010  | Entourage                                | lui-même                                                         | Saison 7, épisode 10 : Lose Yourself |
| 2011  | Star Story: Le magicien blanc du hip-hop | lui-même                                                         | Documentaire |
| 2013  | How To Make Money Selling Drugs          | lui-même                                                         | Documentaire |

### Box-office
| Film   | Réalisateur   | Budget       | États-Unis    | France            | Monde         |
| ------ | ------------- | ------------ | ------------- | ----------------- | ------------- |
| 8 Mile | Curtis Hanson | 41 000 000 $ | 116 750 901 $ | 2 205 298 entrées | 242 875 078 $ |